# ヘルマン・エーリヒ・バウアー
ヘルマン・エーリヒ・バウアー（Hermann Erich Bauer、1900年3月26日‐1980年2月4日）は、ナチス・ドイツの親衛隊（SS）の隊員。ソビボル強制収容所の看守。最終階級は親衛隊曹長（SS-Oberscharführer）。

## 略歴
ベルリン出身。第一次世界大戦に従軍し、戦後は鉄兜団に入隊して活動した。仕事は車掌をしていた。ナチス党の政権掌握後の1933年にナチス党に入党し突撃隊（SA）隊員、ついで親衛隊（SS）の隊員となった。1940年まで車掌の仕事を続けたが、1940年から障害者やユダヤ人の安楽死計画T4作戦に参加するようになった。1942年初め頃にポーランド・ルブリンの親衛隊及び警察指導者オディロ・グロボクニクの事務所へ配属され、1942年4月にはソビボル強制収容所へ派遣された。ソビボル強制収容所ではユダヤ人やジプシーのガス室処理を担当となった。囚人たちからは「風呂のマイスター（Badmeister）」の異名を取っていた。戦後はより明確に「ガスのマイスター（Gasmeister）」と呼ばれるようになった。ソビボル強制収容所で脱走騒ぎがあった際には囚人に殺害された親衛隊軍曹ルドルフ・ベックマン（de:Rudolf Beckmann (SS-Mitglied)）の死体を最初に発見し、バウアーは近くで作業していたユダヤ人囚人を二名銃殺している。この銃の音はアレクサンドル・ペチェルスキーらの脱走の合図となった。
戦後オーストリアでアメリカ軍の捕虜となったが、1946年には釈放された。その後はベルリンで暮らしていたが、1949年にソビボルで生き残った囚人が彼を発見し、警察に通報。彼は逮捕されて1950年5月8日に死刑判決を受けた。しかし西ドイツで死刑が廃止されたのに伴い、終身刑に減刑された。1971年に恩赦を受けて釈放された。1980年に死去した。
ソビボル強制収容所での脱走劇を描いた映画「脱走戦線 ソビボーからの脱出（Escape from Sobibor）」（1987年英国）ではクラウス・ギュルンベルク（Klaus Grünberg）がバウアーを演じた。